# マツリダゴッホ
マツリダゴッホ（欧字名:Matsurida Gogh、2003年3月15日 - ）は、日本の競走馬、種牡馬。2007年の有馬記念（GI）優勝馬である。

## 概要
2003年3月15日、北海道静内町の岡田スタッドで生産された鹿毛の牡馬である。父はサンデーサイレンス、母はナリタトップロードの半姉であるペイパーレインだった。冠名「マツリダ」の高橋文枝が所有し、美浦トレーニングセンターの国枝栄厩舎からデビューした。
2歳夏にデビュー戦を勝利したが、しばらくして捻挫により、半年間の休養を強いられた。復帰したものの順調に勝ち進めず、クラシックには参戦できなかったが、4歳初戦のアメリカジョッキークラブカップ（GII）で重賞初勝利。秋のオールカマー（GII）で2勝目を挙げ、暮れの有馬記念（GI）で戴冠を果たした。
翌5歳には日経賞（GII）優勝、そして史上初めてとなるオールカマー連覇を果たした。さらに6歳でもオールカマーを制し、史上8頭目となるJRA同一重賞3連覇、史上5頭目となるJRA同一平地重賞3連覇を成し遂げた。27戦10勝、重賞6勝を挙げて競走馬を引退した。重賞勝利はすべて中山競馬場であり、中山のJRA平地重賞6勝は、スピードシンボリ、シンボリルドルフと並ぶ史上最多記録だった。
引退後は種牡馬となり、ロードクエスト（母父:チーフベアハート）やクールホタルビ（母父:ヘクタープロテクター）の父、ナムラリコリス（父:ジョーカプチーノ）の母父として知られる。

## デビューまで

### 誕生までの経緯

#### ペイパーレイン
フローラルマジックは、アメリカで生産された父アファームドの牝馬である。アメリカで競走馬として走り、ダート8ハロンの準重賞を制したほか、サンタイネスステークス（G3）で3着となるなど24戦6勝の成績を残した。競走馬引退後は、メキシコ国境に近いアメリカの牧場で繁殖牝馬となる。初年度となる1990年は、ベルボライドと交配。1991年に初仔となる牝馬ペイパーレイン（後のマツリダゴッホの母）が産まれた。
ペイパーレインを産み落とした直後、フローラルマジックは、日本の北海道門別町にある競走馬生産牧場の佐々木牧場、佐々木孝に購入され、1991年に輸入された。初仔の後の産駒は、日本で走っており、持込の2番仔、父ベリファの3番仔、父ジェイドロバリーの4番仔、父ロドリゴデトリアーノの5番仔を産んでいた。このうち、3番仔改めホウシュウサルーンは、1995年の全日本3歳優駿を優勝。5番仔改めグリーンプレゼンスは、1998年の若葉ステークス（OP）を優勝していた。そして1996年には、6番仔となる父サッカーボーイの牡馬が産まれていた。
6番仔改め「ナリタトップロード」は、1999年のきさらぎ賞や弥生賞を優勝してクラシックに参戦する。皐月賞3着、東京優駿2着を経て、最終戦の菊花賞で戴冠を果たした。その後も第一線で走り、天皇賞（春）3年連続3着となったほか、重賞を7勝する活躍を見せることとなる。

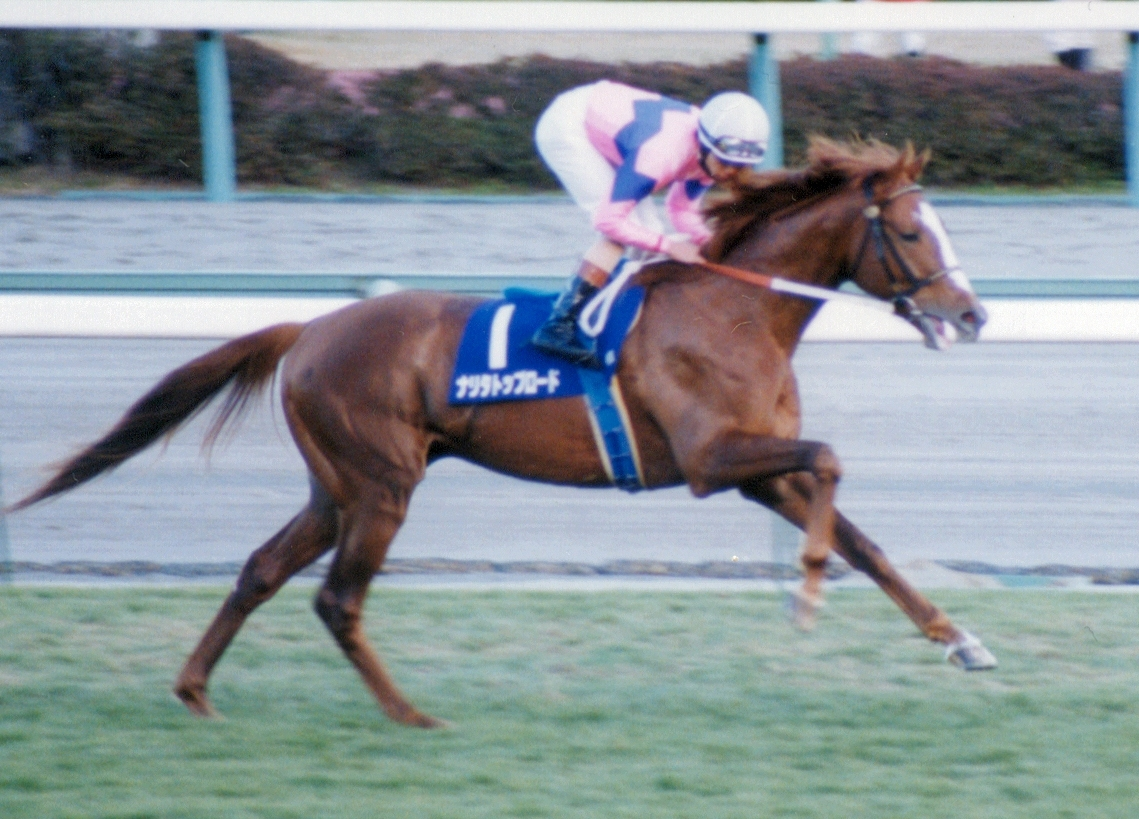
ナリタトップロード

ナリタトップロードがクラシックで活躍していた1999年、日本の競走馬生産牧場である岡田スタッドは、ナリタトップロードの血統に着目してその姉であるペイパーレインを購入する。ペイパーレインは、アメリカで競走馬として6勝を挙げた後、アメリカで繁殖牝馬をしていた。

#### 岡田スタッド
岡田スタッドは、北海道静内町の競走馬生産牧場である。岡田蔚男が開き、岡田の次男である岡田牧雄が継いで代表を務めていた。1972年に開設されて以来、生産馬には1973年の朝日杯3歳ステークスを優勝したミホランザンこそいたが、グレード制が導入されてから、JRA-GIを優勝した馬は現れていなかった。
導入されたペイパーレインには、日本の首位種牡馬、大種牡馬であるサンデーサイレンスがあてがわれる。日本での交配初年度となる2000年は、受胎して4番仔を得る。続く2年目は種付けをせず、1年空胎で過ごした後、3年目となる2002年3月21日、再びサンデーサイレンスと交配し、受胎を果たした。それから1年後の2003年3月15日、北海道静内町の岡田スタッドにて、ペイパーレインの5番仔となる鹿毛の牡馬（後のマツリダゴッホ）が誕生する。ペイパーレインは、出産までこぎつけるのが難しい繁殖牝馬だった。特に産道に仔がいるにもかかわらず、娩出を中途でやめる癖があった。ゆえに自力でのスムーズな出産ができず、人の手を必要としていた。この5番仔の際には、出産の兆候が2週間続いたため、力添えする繁殖担当者に2週間の不眠を強いている。そして2週間後、担当者が引っ張り出して、5番仔が産み落とされた。
巻き戻して2002年5月、「ペイパーレインの5番仔」が宿された直後には、父サンデーサイレンスが跛行をきたして、その年の種付けを中断していた。まもなく体調不良に陥り、種付けをすることができないまま、8月19日に死亡していた。よって「ペイパーレインの5番仔」は、サンデーサイレンスが最期に交配した世代、すなわち「ラストクロップ」だった。

### 幼駒時代
5番仔は、岡田によれば「体のバランスも良く、筋肉のある馬で肌の薄い良い馬」だったという。牧場では期待の1頭であり、騎乗者を固定して、特別メニューが施された。岡田スタッドは、古馬での活躍を本懐として、他の牧場よりも遅く仕上げる傾向にあった。2歳となる頃には、岡田の親戚のビッグレッドファーム、コスモヴューファームとの交流試合に、牧場の期待馬として出場している。しかし他牧場には後れを取る、4頭立ての「ボロ負け」（岡田）だった。それでもその後、順調に成長し、岡田にクラシック参戦を意識させるほどの仕上がりとなった。
5番仔は競走馬となり、高橋文枝の所有となる。ただし岡田は、生産馬を原則、他の馬主と負担を分け合う方針を取っているため、実際は、高橋と岡田による共同所有だった。高橋文枝は、岩手県八幡平市の建設業、高橋重機有限会社副社長、夫は社長の高橋福三郎だった。福三郎は、文枝によれば「馬が購入できるほど馬券を買う人」だった。そこで文枝は、夫の馬券購入を控えさせようとして、馬主となっていた。福三郎の「ハッピー」を冠名にして、1991年に岩手競馬の馬主として走らせていた。1997年には中央競馬にも進出していた。
しかし高橋の所有馬は、あまり走らず、特に中央競馬では、最初の8年間で5勝しかできなかった。そこで心機一転、「ハッピー」を廃して、新しい冠名に変更する。「夫が周囲からお祭り男みたいに言われるので」（文枝）「（夫が）祭りや集まりが好き」（岩手日報）ということから「マツリダ」としていた。「マツリダ」にしてから、1億円以上する、ある馬を購入して岩手競馬で走らせていた。しかし思うように活躍せず、馬主を辞める決断をしようと考えるようになっていた。そんな頃に、5番仔を所有することになる。5番仔は、新しい冠名「マツリダ」に、会社の社長室に飾っているお気に入りの「絵を織り込んだ布」の絵の作者、フィンセント・ファン・ゴッホの「ゴッホ」を組み合わせた「マツリダゴッホ」という競走馬名が与えられた。
マツリダゴッホは、美浦トレーニングセンターの国枝栄厩舎に入厩する。入厩当初の評価は高く、程よい前向きさと素直さを兼ね備えて、ソエをきたしていなかった。ただし身体が貧しかった。厩舎スタッフは大成には、馬体重の増加が必要だと考えていた。国枝も素質は認めていたが、身体には筋肉が足りないと考えていた。

## 競走馬時代

### 2歳
2005年8月21日、札幌競馬場の新馬戦（芝1800メートル）にてデビューとなる。蛯名正義が騎乗して3番人気だった。スローペースの5番手を追走し、第3コーナーからまくって進出。先頭を奪取しながら最終コーナーを通過した後、直線で突き放した。以後差を広げる一方、後方に7馬身差をつけて初出走初勝利を果たした。
続いて10月1日、札幌2歳ステークス（GIII）で重賞初参戦。アドマイヤムーンやフラムドパシオン、モエレジーニアスなどと対して、アドマイヤムーンに次ぐ2番人気だった。しかしスタートで出遅れて、後方追走となる。まくりながら追い上げるも、スムーズに抜け出していたアドマイヤムーンに敵わなかった。大きく後れ、他4頭にも先着を許す6着敗退だった。この後は、捻挫をきたして続戦不能となり、長期休養となる。復帰することができないまま、年をまたぎ3歳となった。

### 3歳
翌2006年3月12日、中山競馬場の条件戦（芝1800メートル）で復帰、岩田康誠が騎乗した。中団追走から、直線で馬場の内側、内柵沿いを突いたが、進路を得られず、外に進路を切り替えて追い上げた。前にはフェラーリファイブがおり、激しく抵抗されたが、終いで差し切り2勝目を挙げた。クラシック三冠競走の一冠目・皐月賞は諦めて、二冠目の東京優駿（日本ダービー）出走を目指して、続いて4月29日のトライアル競走である青葉賞（GII）に参戦する。アドマイヤメインに次いで、マチカネケンジやエイシンテンリューを上回る2番人気だったが、スタートで出遅れた。中団を追走から後れて追い上げたものの、伸びを欠き、逃げるアドマイヤメインには及ばなかった。優勝したアドマイヤメインに6馬身以上、3着エイシンテンリューに1馬身半届かない4着で、東京優駿の優先出走権を逃した。切り替えて5月27日、東京優駿前日の白百合ステークス（OP）に臨むも7着だった。
放牧を挟んで夏の北海道・札幌競馬場、8月19日の日高特別（1000万円以下）で復帰。横山典弘に乗り替わり、古馬相手に1番人気だった。3番手追走から抜け出し、後方に1馬身差をつけて3勝目を挙げた。続いてクラシック三冠競走の最終戦である菊花賞を目指し、トライアル競走のセントライト記念（GII）に3番人気で臨んだが、最終コーナーにて躓いて前の馬に接触し、横山が落馬。競走中止となり、クラシック参戦は叶わなかった。再び間隔を空け3か月後、12月10日の冬至ステークス（1600万円以下）にて1番人気で復帰。直線にて、2番人気のフェイトトリックスとの競り合いを演じ、並んだまま決勝線通過を果たしたが、ハナ差だけ後れて2着だった。それでも暮れ、12月23日のクリスマスカップ（1600万円以下）に再び1番人気で参戦。中団追走から直線で内側より進出し、前を行くニホンピロキースを差し切り抜け出した。4分の3馬身差をつけて4勝目、オープンクラスに昇格した。

### 4歳

#### アメリカジョッキークラブカップ
年をまたいで古馬となった2007年、1月21日のアメリカジョッキークラブカップ（GII）で始動する。競走中止した中山芝2200メートルに再び挑んでいた。東京優駿にてディープインパクトに次ぐ2着のインティライミ、朝日杯フューチュリティステークス1番人気3着のジャリスコライトなどと対する10頭立てとなる中、インティライミに次ぐ2番人気、3.2倍だった。インティライミがかかり気味に大きく逃げる一方で、中団好位の4番手を折り合いをつけて追走した。第3コーナーからスパートを開始して進出し、後方勢を千切り、インティライミに接近。最終コーナーで捕らえ、まもなく差し切っていた。後方勢の追い上げは失速するインティライミにすら届いておらず、直線ではマツリダゴッホが突き放す一方、独走だった。後方勢を寄せ付けないままに、5馬身差をつけて決勝線通過を果たした。
この勝利で重賞初勝利となった。1999年にスペシャルウィークが、サイレントハンターにつけた優勝着差・3馬身を2馬身上回るアメリカジョッキークラブカップ史上最大着差での優勝を果たした。また2000年マチカネキンノホシ以来となる4歳馬による優勝だった。横山は、JRA重賞90勝目、国枝は、JRA通算400勝目でもあった。

#### 日経賞
続いて3月24日、再び中山の、されど2500メートルの日経賞（GII）に、トウショウナイトやネヴァブション、フサイチパンドラらと対して1番人気で臨んでいた。最終コーナーで先頭に並びかけて突き放しを試みたが、直線で後れて追い上げたネヴァブション、トウショウナイトに差し切りを許した。2頭に約半馬身及ばず3着だった。そして4月29日には天皇賞（春）（GI）でGI初出走を果たす。5番人気だったが、道中で失速して11着敗退だった。

#### 札幌記念
夏休みを挟んで秋、9月2日の札幌記念（GII）にて、安藤勝己を伴って復帰し、1番人気に支持された。スタートから好位内側の5番手を守り、直線で伸びず、フサイチパンドラに逃げ切りを許す。2馬身以上後れを取る7着だった。

#### オールカマー
9月23日、重賞勝利を挙げた舞台である中山芝2200メートルに舞い戻って、オールカマー（GII）に臨む。鞍上には、競走中止したセントライト記念以来となる蛯名が舞い戻り、サンツェッペリンやネヴァブション相手に1番人気に支持された。スタートから中団を追走し、第3コーナーから進出して直線で先頭となった。内からシルクネクサスの抵抗を受けたが、先頭を守り、半馬身先に決勝線に到達、重賞2勝目を挙げた。古馬が出走できる中山芝2200メートルは、アメリカジョッキークラブカップとオールカマーが用意されているが、その両方を同一年のうちに優勝したのは史上初めてだった。

#### 天皇賞（秋）
続いて天皇賞（秋）（GI）に出走したが、15着だった。大敗を受けて、続くジャパンカップを自重し、短期放牧となる。陣営は、翌年のアメリカジョッキークラブカップ連覇を目標に考えていた。しかし帰厩したマツリダゴッホは、出世を阻んでいた貧しかった身体が充実して、本格化していた。国枝は、岡田らに暮れの有馬記念参戦を進言、説得に成功して有馬記念への参戦が決定する。国枝は、当初は、あくまでアメリカジョッキークラブカップの前哨戦と捉えていたが、成長した姿に手応えを感じながらの参戦となる。直前になって国枝はマツリダゴッホは「あまりにも出来が良かった」ため、勝利に躍起になっていた。しかし15着敗退からの参戦に、周囲からの賛同が得られなかったという。

#### 有馬記念
12月23日、有馬記念（GI）に臨む。この年のグランプリは「超豪華メンバー」（島田明宏）、出走頭数に対して、出走メンバーのGI級競走勝利数の方が大きかった。最有力視されたのは、前年の皐月賞および東京優駿優勝馬、同期のクラシック二冠馬メイショウサムソンだった。この春には天皇賞（春）を優勝、フランスの凱旋門賞参戦は馬インフルエンザにより叶わなかったが、切り替えて臨んだ天皇賞（秋）を優勝。クラシック二冠と天皇賞春秋制覇のGI4勝馬だった。対するはタイトル獲得はGII止まりながら、前年のメルボルンカップ2着、有馬記念をディープインパクトに次ぐ2着、そして前回出走のジャパンカップでは、引退優勝を果たしたアドマイヤムーンにアタマ差後れ、メイショウサムソンにクビ差先着したポップロックだった。
その他、5戦4勝菊花賞3着のロックドゥカンブ、牝馬二冠を果たしたダイワスカーレット、牝馬ながら東京優駿優勝を果たしたウオッカといった新星3歳勢や、GI級5勝で引退レースとなるダイワメジャー、外国G1優勝のコスモバルクやデルタブルースなどベテラン勢も集結する。そんな中で、GII2勝、GI級未勝利、天皇賞春秋二桁着順、ファン投票19位のマツリダゴッホは、見劣りしていた。単勝オッズ52.3倍の9番人気、伏兵という立場だった。

2枠3番から好スタートを見せて、単騎で逃げるチョウサン、2番手ダイワスカーレットに次ぐ好位内側の3番手を確保する。チョウサンの逃げが早々に確定したことでペースは速くならなかった。2番手のダイワスカーレットは、折り合いを欠く場面が見られたが、こちらは折り合いをつけて、スムーズに追走することができた。2周目の第3コーナーより後方待機勢が促されて、外を回りながら迫ってきたが、マツリダゴッホは手応え十分で、促されずともそれに抗うことができた。好位を守ったまま最終コーナーに差し掛かり、失速するチョウサンをダイワスカーレットとともに捉えて、先頭争いとなる。

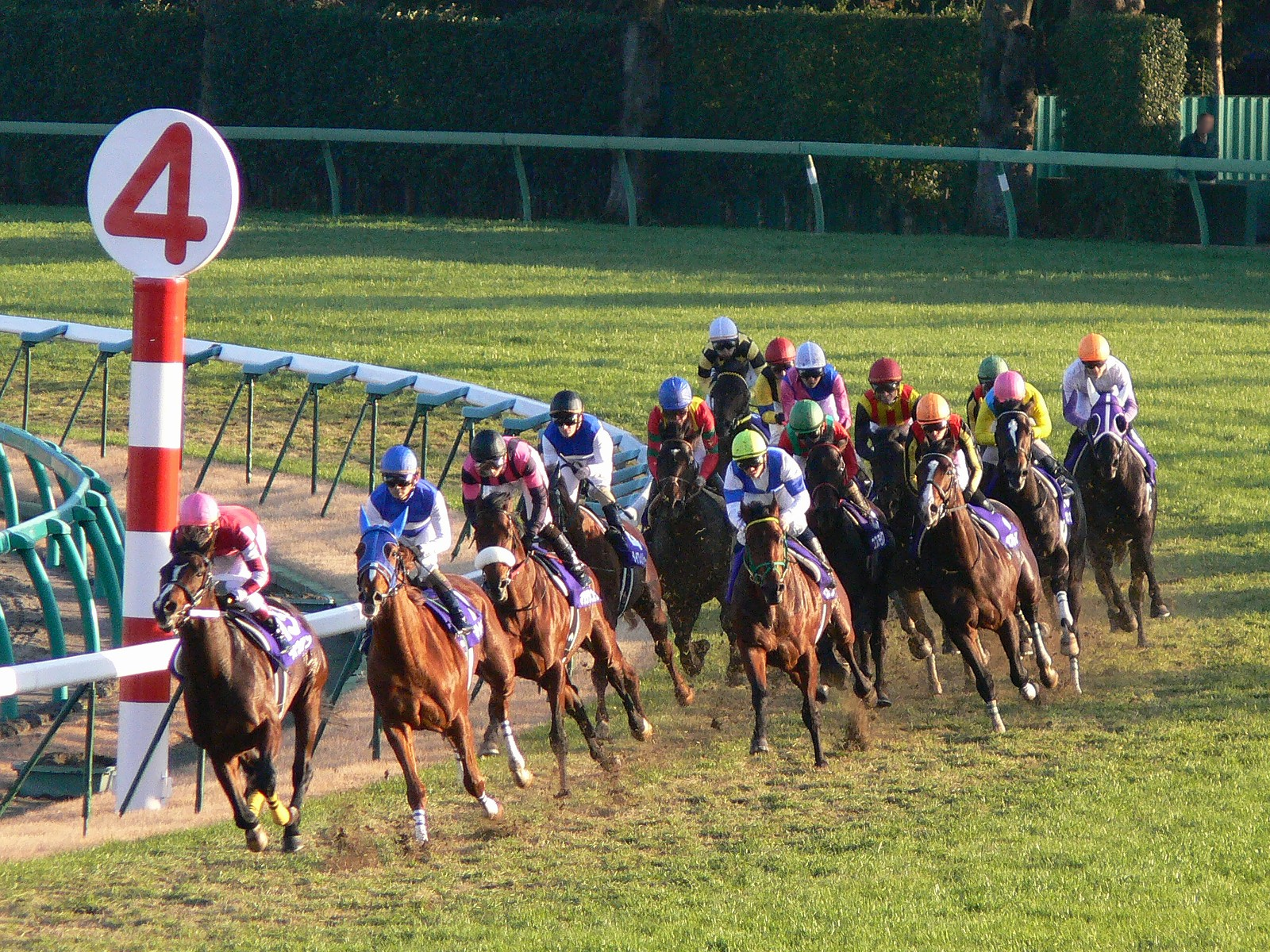
3番手を追走するマツリダゴッホ（黒帽、桃黒の勝負服、白いシャドーロール）

ダイワスカーレットは、外に進路を求めていたが、こちらは内側に拘り、コーナーワークで先頭に躍り出ていた。直線に差し掛かってスパートを開始すれば、折り合いを欠いたダイワスカーレットを置き去りにする。後方勢も揃って伸びを欠いており、ダイワスカーレットを沈めてからは独走だった。2着を守ったダイワスカーレットに1馬身4分の1差をつけ、先頭で決勝線通過を果たした。
有馬記念戴冠、GI戴冠を果たす。2004年ゼンノロブロイ以来となる関東馬の優勝だった。また優先出走ファン投票10位以下の優勝は、1998年14位のグラスワンダー以来だった。また蛯名は、2001年マンハッタンカフェ以来となる有馬記念2勝目。国枝は、有馬記念初優勝。この年のNHKマイルカップをピンクカメオで制して以来のGI級競走2勝目だった。またサンデーサイレンスのラストクロップとしては、牝馬フサイチパンドラが2006年エリザベス女王杯を制してGI級タイトルに到達していたが、牡馬産駒としては初めてとなるGI級タイトル奪取だった。
単勝5230円は、1991年のダイユウサクの14番人気13790円に次ぐ有馬記念史上2番目に高い配当だった。また9番人気の戴冠に続いたのは、5番人気のダイワスカーレット、6番人気のダイワメジャーであり、人気のメイショウサムソンやポップロック、ウオッカが揃って馬券圏内を外すという波乱となっていた。「馬単」は6万9020円、「三連複」は7万3320円、「三連単」は80万880円となり、いずれもレース史上最高配当記録を樹立している。レース直後、マツリダゴッホは引き揚げて来て、検量室の前で下馬していた。このとき、「空気読めない」という意味を持つこの年の流行語「KY」を用いて「蛯名!KY!!」という野次があったという。これに対して蛯名は、「超」を意味する「C」を付け加え「KYというより、CKYでしょう」と返している。
この年のJRA賞では、年度代表馬、最優秀4歳以上牡馬の2部門で票こそ得たが、全289票中いずれも1票に留まり、受賞には至らなかった。また国枝は、この年の東京競馬記者クラブ賞を受賞している。

### 5歳

#### 日経賞
有馬記念を制したことで、当初目標としていたアメリカジョッキークラブカップへの参戦は見送りとなり、代わって外国を志向するようになる。まず3月下旬に行われるアラブ首長国連邦のナド・アルシバ競馬場で行われるドバイワールドカップミーティングのドバイシーマクラシックに、そして4月下旬、香港の沙田競馬場で行われるクイーンエリザベス2世カップに、それから6月下旬、日本の宝塚記念に臨むという首香日三ヵ国にまたがる転戦が予定された。しかし、日本における馬インフルエンザの流行が影響して、スムーズな参戦が望めなくなり、計画初戦のドバイ遠征は断念となる。したがって春は、転戦ではなく、香港遠征のみとなった。
その前哨戦として3月29日、有馬記念と同競馬場、距離である日経賞（GII）に臨むこととなる。GI級競走を優勝したゆえにメンバー中最重量、唯一の59キログラムが課された。重賞連勝中のアドマイヤモナークのほか、トウショウナイト、弥生賞並びに目黒記念2着の4歳馬ココナッツパンチらと対したが、単勝オッズ2.3倍の1番人気だった。シルクフェイマスが大逃げをする中、好位の4番手を追い合って追走。第3コーナーから進出を開始して、最終コーナーでシルクフェイマスを捉えて抜け出した。直線では後続を突き放して独走となり、トウショウナイトらに3馬身差をつけて決勝線を通過する。重賞4勝目、1985年シンボリルドルフ以来となる、前年有馬記念優勝馬による日経賞優勝だった。

#### クイーンエリザベス2世カップ
続いて、4月27日にクイーンエリザベス2世カップ（G1）に参戦する。同じ厩舎で同日開催のチャンピオンズマイルに臨むマイネルシーガルとともに、香港に赴いていた。現地では単勝オッズ5.7倍の3番人気となり、ヴィヴァパタカ、ヘレンマスコットという2頭の香港ダービー優勝馬が立ちはだかった。他にもドイツのキジャーノ、南アフリカのアーキペンコなどと競う11頭立てだった。スタートから先行し、3番手を確保して追走するが、折り合いを欠いてしまった。直線にてスパートして抜け出していたが、終いに失速して後退。末脚を発揮して追い込んだアーキペンコなどにかわされていた。アーキペンコに3馬身半以上後れを取る6着だった。

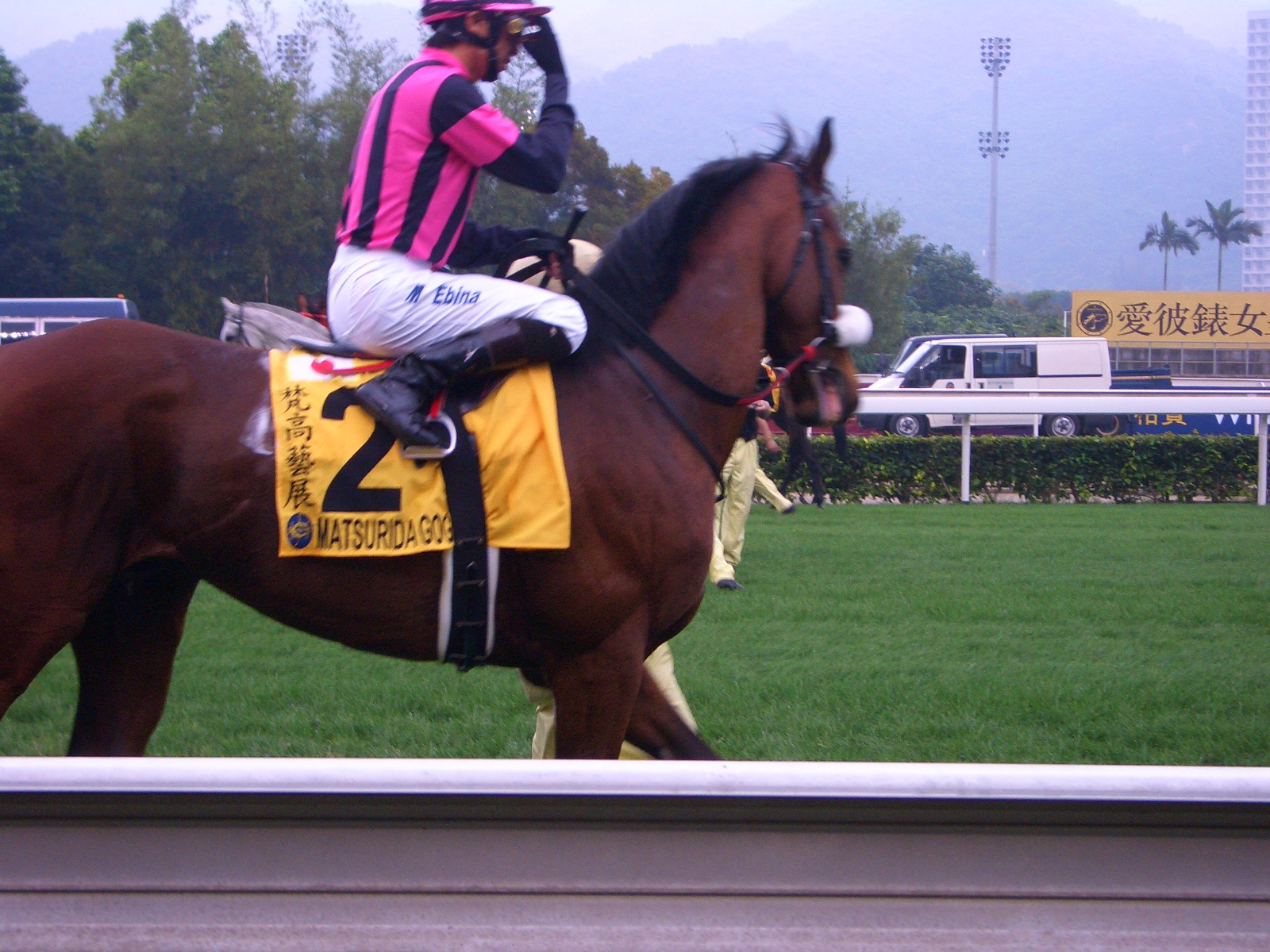
2008年4月27日 沙田競馬場

日経賞優勝直後には、秋のヨーロッパ遠征計画という選択肢までも浮上していた。国枝は、1999年凱旋門賞2着のエルコンドルパサーに倣って、長期滞在を考え、7月イギリスのキングジョージ6世&クイーンエリザベスステークスや、10月フランスの凱旋門賞参戦を考えていた。ただし秋の遠征を実現するには、香港遠征での結果が求められた。しかし敗退となり、計画は立ち消えて国内専念となる。おまけに宝塚記念の出走も見送り、休養となった。

#### 札幌記念
夏休みを挟み、秋は8月24日の札幌記念で始動する。皐月賞3着の3歳馬マイネルチャールズや函館記念2着のフィールドベアー、安田記念2着のコンゴウリキシオー、重賞2勝のタスカータソルテと対したが、2.3倍の1番人気だった。スタートから好位の4、5番手を追走し、第3コーナーから押し上げて、先頭で最終コーナーに向き、直線では後続を突き放して独走となった。しかし終いに鈍り、後方から大外を通って追い上げたタスカータソルテに接近を許した。ゴール寸前で差し切られて、クビ差後れを取った。コースレコード決着となる中、同タイムの2着だった。

#### オールカマー
続いて9月28日のオールカマーで、得意の中山に舞い戻る。メンバー中最重量、唯一の59キログラムが課される中で、エアシェイディ、アドマイヤタイトルらと対したが、1.4倍の1番人気という支持だった。逃げるキングストレイルの直後2番手を確保。スローペースとなる中、向こう正面で行きたがったが、折り合いを保ち、追走した。外からの早めの追い上げがあって、一時6番手まで沈んだが、第3コーナーから進出を開始し、直線に入ってから逃げ馬を捉えて抜け出した。逃げ粘るキングストレイルを千切り、後方勢の追い上げもキングストレイルにすら届いておらず、独走だった。
キングストレイルに2馬身差をつけて優勝、重賞5勝目を挙げた。史上初めてとなるオールカマー2勝目、オールカマー連覇達成。1999年ホッカイルソーの樹立したオールカマーレコードタイでの走破だった。また1997年メジロドーベル以来となるGI級優勝馬によるオールカマー優勝。1996年サクラローレル以来史上2頭目となる負担重量59キログラムを克服してのオールカマー優勝だった。

#### ジャパンカップ
ウオッカとダイワスカーレット、ディープスカイが接戦を演じた天皇賞（秋）は見送り、11月30日のジャパンカップ（GI）に参戦する。ウオッカとディープスカイの再戦に、凱旋門賞帰りのメイショウサムソンを加えたJRA史上初めてとなるダービー優勝馬3頭揃い踏みが実現していた。東京で飛躍した3頭に比べて、実績が中山に集中するマツリダゴッホは、支持を得られなかった。
スタートから先行してスローペースを追走し、第3コーナーから進出する。中山の必勝パターンで直線に向き、人気3頭に先んじて先頭を奪取していた。次第に、内からウオッカが、外からスクリーンヒーローとディープスカイが末脚を発揮して接近してきたが、抗って4頭並んでの競り合いに持ち込む。しかし早めに動いたことで余力なく、後から追い上げたスクリーンヒーローとディープスカイには太刀打ちできず、終いにウオッカにもアタマ差譲る4着だった。

#### 有馬記念
続いて12月28日、有馬記念に臨む。ウオッカとディープスカイは不在だったが、ダイワスカーレットやスクリーンヒーローが立ちはだかった。単勝オッズ4.4倍、ダイワスカーレットに次ぐ2番人気。得意の中山に加えて、東京での好走の印象が良く支持を集めていた。ただし前年と異なり6枠10番という外枠だった。
スタートで後手に回り、好発して先行したダイワスカーレットとメイショウサムソンに大きな差をつけられた。先行を諦めて、スクリーンヒーローの背後に甘んじたが、頼りのスクリーンヒーローが外に張りっぱなしでなかなか内側に戻らず、さらに位置を下げてしまった。最初のコーナーを大きく膨らみながらの通過となり、余計な距離を走らされる不利を被り、中山の得意のパターンに持ち込めなかった。2周目の第3コーナーからまくりながら追い上げたが、直線で失速しスムーズに逃げたダイワスカーレットのハナを奪えず終い、不利克服はできなかった。馬群に沈む12着敗退、スピードシンボリ、シンボリルドルフ、グラスワンダー、シンボリクリスエスに並び立つ有馬記念連覇は果たせなかった。蛯名は「勝負は最初のコーナーで決まった」と振り返っている。

### 6歳

#### 産経大阪杯
有馬記念の後は、千葉県のジョイナスファームで放牧。年をまたいで2009年、6歳でも現役を続行した。この年は、種牡馬としての価値を求めて、中山競馬場以外での良績を目指した。日経賞を見送り、阪神競馬場の産経大阪杯に挑戦する。蛯名に代えて、新たに武豊を起用。さらに関西で出走する際に、早めに栗東トレーニングセンターへ移動するという、国枝が得意とする「栗東滞在」を敢行している。
4月5日、産経大阪杯（GII）に2番人気で臨んだが、直線で伸びず7着。この敗退により続く5月上旬の天皇賞（春）を断念して美浦に帰還した。翻って5月下旬、中京競馬場の金鯱賞（GII）に武が続投して臨む予定だったが、直前に鼻出血を発症して回避。おまけに宝塚記念にも出走せず、夏休みとなった。

#### 札幌記念
8月23日の札幌記念で復帰。武がフランス遠征したため、横山が舞い戻って参戦。牝馬クラシック二冠を果たして凱旋門賞を見据えるブエナビスタに次ぐ2番人気に支持されたが、9着だった。

#### オールカマー
続いて9月27日、横山が続投してオールカマーに臨む。宝塚記念優勝馬ドリームジャーニー、重賞2連勝中のシンゲンと対して、4.6倍の3番人気だった。スタートから他が先手を主張せず、大外枠からだったがハナを奪取。前半の1000メートルを61.0秒で通過するスローペースを率いた。先頭は脅かされることなく、最終コーナーに到達し、直線でスパートして突き放した。遅れて追い込むドリームジャーニー、シンゲンに2馬身差をつけて、先頭で決勝線を通過した。
重賞6勝目を挙げる。史上初めてとなるオールカマー3連覇を果たす。さらに1956年から鳴尾記念3連覇のセカイオー、1993年からセイユウ記念3連覇のシゲルホームラン、2003年から金鯱賞3連覇のタップダンスシチー、2005年から函館記念3連覇のエリモハリアーに続いて、史上5頭目となるJRAの同一平地重賞3連覇、障害競走3頭を含めて史上8頭目となるJRAの同一重賞3連覇を成し遂げた。さらにスピードシンボリ、シンボリルドルフに続いて3頭目、史上最多タイとなる中山競馬場の平地重賞6勝を果たした。
| 馬名             | 1          | 2                | 3                    | 4            | 5                | 6                |
| ---------------- | ---------- | ---------------- | -------------------- | ------------ | ---------------- | ---------------- |
| スピードシンボリ | 1966京成杯 | 1967米JCC        | 1967日本経済賞       | 1969有馬記念 | 1970米JCC        | 1970有馬記念     |
| シンボリルドルフ | 1984弥生賞 | 1984皐月賞       | 1984セントライト記念 | 1984有馬記念 | 1985日経賞       | 1985有馬記念     |
| マツリダゴッホ   | 2007米JCC  | 2007オールカマー | 2007有馬記念         | 2008日経賞   | 2008オールカマー | 2009オールカマー |

それから国枝もオールカマー3連覇であり、尾形藤吉以来に並ぶオールカマー最多優勝記録だった。また騎乗した横山は、10日ほど前に父横山富雄を喪い、告別式をしたばかりだった。横山は、三本指を天に突き刺し、ジャンプして喜びを表現しながら下馬する行為「デットーリジャンプ」を披露している。

#### 天皇賞（秋）
それから11月1日の天皇賞（秋）に参戦。横山がカンパニーに騎乗するために蛯名が舞い戻って臨んだが、ブービー賞17着だった。

#### 有馬記念
そして引退レースとして12月27日、有馬記念に参戦する。ブエナビスタ、ドリームジャーニーに次ぐ3番人気だった。
向こう正面から追い上げて最終コーナーを先頭で通過するスパート。「2年前の再現」を狙ったが、終いまで続かず失速して7着だった。国枝は、翌年の現役続行を希望したが、予定通り競走馬引退。年をまたいで7歳となった2010年1月4日付、日本中央競馬会の競走馬登録を抹消する。

## 種牡馬時代
競走馬引退後は、北海道新ひだか町のレックススタッドで種牡馬として供用されている。初年度から4年連続で三桁の繁殖牝馬と交配し続け、一時落ち込むも7年目で再び三桁を取り戻した。その後は2021年まで右肩下がりの交配数となっている。
産駒は、地方競馬と中央競馬の双方で重賞優勝を果たした。初年度のウインマーレライ（母父:フサイチペガサス）は、2014年ラジオNIKKEI賞（GIII）を優勝。また2年目のクールホタルビ（母父:ヘクタープロテクター）は2014年ファンタジーステークス（GIII）を、3年目のロードクエスト（母父:チーフベアハート）は、2015年新潟2歳ステークス（GIII）を優勝するなど、2歳重賞産駒も輩出している。ロードクエストは、他に2016年京成杯オータムハンデキャップ（GIII）、2018年スワンステークス（GII）も優勝し、中央競馬の重賞3勝を果たした。
また産駒の牝馬も多く繁殖牝馬となっており、ブルードメアサイアーとしての産駒ナムラリコリス（父:ジョーカプチーノ）は、2021年の函館2歳ステークス（GIII）を優勝している。
2023年の種付けシーズンを最後に種牡馬を引退、種牡馬引退後は生まれ故郷の岡田スタッドにて功労馬として余生を送る。

## 競走成績
以下の内容は、netkeiba.com並びにJBISサーチ、『優駿』の情報に基づく。
| 競走日 | 競走日 | 競走日 | 競馬場 | 競走名           | 格       | 距離 （馬場） | 頭 数 | 枠 番 | 馬 番 | オッズ （人気） | 着順     | タイム （上り3F） | 着差     | 騎手     | 斤量 [kg] | 1着馬 （2着馬）        | 馬体重 [kg] |
| ------ | ------ | ------ | ------ | ---------------- | -------- | ------------- | ----- | ----- | ----- | --------------- | -------- | ----------------- | -------- | -------- | --------- | ---------------------- | ----------- |
| 2005.  | 08.    | 21     | 札幌   | 2歳新馬          |          | 芝1800m（良） | 13    | 5     | 7     | 04.1（3人）     | 01着     | 1:52.8 (34.8)     | -1.1     | 蛯名正義 | 54        | （サンファイバー）     | 468         |
|        | 10.    | 01     | 札幌   | 札幌2歳S         | GIII     | 芝1800m（良） | 13    | 7     | 11    | 03.6（2人）     | 06着     | 1:51.2 (36.3)     | -0.8     | 蛯名正義 | 55        | アドマイヤムーン       | 464         |
| 2006.  | 03.    | 12     | 中山   | 3歳500万下       |          | 芝1800m（良） | 13    | 3     | 3     | 04.0（2人）     | 01着     | 1:50.1 (34.3)     | -0.1     | 岩田康誠 | 56        | （フェラーリファイブ） | 476         |
|        | 04.    | 29     | 東京   | 青葉賞           | GII      | 芝2400m（良） | 17    | 1     | 2     | 04.5（2人）     | 04着     | 2:26.4 (35.5)     | -1.1     | 蛯名正義 | 56        | アドマイヤメイン       | 476         |
|        | 05.    | 27     | 中京   | 白百合S          | OP       | 芝1800m（良） | 16    | 1     | 2     | 03.4（2人）     | 07着     | 1:48.0 (35.4)     | -0.4     | 岩田康誠 | 56        | エムエスワールド       | 468         |
|        | 08.    | 19     | 札幌   | 日高特別         | 1000万下 | 芝2000m（良） | 13    | 6     | 9     | 02.9（1人）     | 01着     | 2:01.4 (35.4)     | -0.2     | 横山典弘 | 54        | （エレアシチー）       | 474         |
|        | 09.    | 17     | 中山   | セントライト記念 | GII      | 芝2200m（良） | 17    | 6     | 11    | 06.2（3人）     | 競走中止 | 競走中止          | 競走中止 | 蛯名正義 | 56        | トーセンシャナオー     | 470         |
|        | 12.    | 10     | 中山   | 冬至S            | 1600万下 | 芝2000m（良） | 12    | 7     | 9     | 02.3（1人）     | 02着     | 2:00.2 (35.4)     | -0.0     | 横山典弘 | 55        | フェイトトリックス     | 484         |
|        | 12.    | 23     | 中山   | クリスマスC      | 1600万下 | 芝1800m（良） | 14    | 5     | 8     | 02.7（1人）     | 01着     | 1:46.9 (35.4)     | -0.1     | 横山典弘 | 56        | （ニホンピロキース）   | 482         |
| 2007.  | 01.    | 21     | 中山   | アメリカJCC      | JpnII    | 芝2200m（良） | 10    | 5     | 5     | 03.2（2人）     | 01着     | 2:12.8 (35.3)     | -0.8     | 横山典弘 | 56        | （インテレット）       | 484         |
|        | 03.    | 24     | 中山   | 日経賞           | GII      | 芝2500m（良） | 14    | 4     | 5     | 02.4（1人）     | 03着     | 2:32.0 (35.9)     | -0.2     | 横山典弘 | 57        | ネヴァブション         | 480         |
|        | 04.    | 29     | 京都   | 天皇賞（春）     | GI       | 芝3200m（良） | 16    | 1     | 1     | 09.6（5人）     | 11着     | 3:15.1 (35.6)     | -1.0     | 横山典弘 | 58        | メイショウサムソン     | 476         |
|        | 09.    | 02     | 札幌   | 札幌記念         | JpnII    | 芝2000m（良） | 16    | 7     | 13    | 04.2（1人）     | 07着     | 2:00.6 (34.9)     | -0.5     | 安藤勝己 | 57        | フサイチパンドラ       | 480         |
|        | 09.    | 23     | 中山   | オールカマー     | GII      | 芝2200m（良） | 16    | 3     | 6     | 02.3（1人）     | 01着     | 2:12.5 (34.8)     | -0.1     | 蛯名正義 | 58        | （シルクネクサス）     | 482         |
|        | 10.    | 28     | 東京   | 天皇賞（秋）     | GI       | 芝2000m（稍） | 16    | 8     | 16    | 32.4（8人）     | 15着     | 2:00.1 (35.8)     | -1.7     | 蛯名正義 | 58        | メイショウサムソン     | 486         |
|        | 12.    | 23     | 中山   | 有馬記念         | GI       | 芝2500m（稍） | 15    | 2     | 3     | 52.3（9人）     | 01着     | 2:33.6 (36.3)     | -0.2     | 蛯名正義 | 57        | （ダイワスカーレット） | 498         |
| 2008.  | 03.    | 29     | 中山   | 日経賞           | GII      | 芝2500m（良） | 13    | 6     | 9     | 02.3（1人）     | 01着     | 2:32.7 (34.6)     | -0.5     | 蛯名正義 | 59        | （トウショウナイト）   | 496         |
|        | 04.    | 27     | 沙田   | QE2世C           | G1       | 芝2000m（良） | 11    | 6     | 2     |                 | 06着     | 2:01.4            |          | 蛯名正義 | 57        | Archipenko             | 計不        |
|        | 08.    | 24     | 札幌   | 札幌記念         | JpnII    | 芝2000m（良） | 11    | 4     | 4     | 02.3（1人）     | 02着     | 1:58.6 (34.9)     | -0.0     | 蛯名正義 | 57        | タスカータソルテ       | 478         |
|        | 09.    | 28     | 中山   | オールカマー     | GII      | 芝2200m（良） | 14    | 7     | 11    | -1.4（1人）     | 01着     | 2:12.0 (34.6)     | -0.3     | 蛯名正義 | 59        | （キングストレイル）   | 490         |
|        | 11.    | 30     | 東京   | ジャパンC        | GI       | 芝2400m（良） | 17    | 7     | 13    | 08.0（5人）     | 04着     | 2:25.7 (34.4)     | -0.2     | 蛯名正義 | 57        | スクリーンヒーロー     | 492         |
|        | 12.    | 28     | 中山   | 有馬記念         | GI       | 芝2500m（良） | 14    | 6     | 10    | 04.4（2人）     | 12着     | 2:33.1 (37.5)     | -1.6     | 蛯名正義 | 57        | ダイワスカーレット     | 498         |
| 2009.  | 04.    | 05     | 阪神   | 産経大阪杯       | GII      | 芝2000m（良） | 12    | 1     | 1     | 06.2（2人）     | 07着     | 2:00.4 (35.0)     | -0.7     | 武豊     | 58        | ドリームジャーニー     | 496         |
|        | 08.    | 23     | 札幌   | 札幌記念         | GII      | 芝2000m（良） | 16    | 7     | 14    | 06.9（2人）     | 09着     | 2:01.3 (35.6)     | -0.6     | 横山典弘 | 57        | ヤマニンキングリー     | 486         |
|        | 09.    | 27     | 中山   | オールカマー     | GII      | 芝2200m（良） | 15    | 8     | 15    | 04.6（3人）     | 01着     | 2:11.4 (34.1)     | -0.3     | 横山典弘 | 58        | （ドリームジャーニー） | 486         |
|        | 11.    | 01     | 東京   | 天皇賞（秋）     | GI       | 芝2000m（良） | 18    | 7     | 13    | 33.2（8人）     | 17着     | 1:58.9 (35.3)     | -1.7     | 蛯名正義 | 58        | カンパニー             | 490         |
|        | 12.    | 27     | 中山   | 有馬記念         | GI       | 芝2500m（良） | 16    | 4     | 7     | 09.4（3人）     | 07着     | 2:31.9 (37.6)     | -1.9     | 蛯名正義 | 57        | ドリームジャーニー     | 502         |

## 種牡馬成績

### 年度別成績
以下の内容は、JBISサーチの情報に基づく。
| 種付年度 | 種付年度 | 種付頭数 | 生産頭数 | 血統登録頭数 | 出走頭数 | 勝馬頭数 | 重賞勝馬頭数 | AEI  | CPI  |
| -------- | -------- | -------- | -------- | ------------ | -------- | -------- | ------------ | ---- | ---- |
| 2010     | 2011     | 128      | 83       | 80           | 68       | 48       | 2            | 0.71 |      |
| 2011     | 2012     | 120      | 71       | 69           | 61       | 44       | 1            | 0.64 |      |
| 2012     | 2013     | 122      | 70       | 68           | 64       | 46       | 4            | 1.19 |      |
| 2013     | 2014     | 135      | 85       | 86           | 79       | 54       | 1            | 0.74 |      |
| 2014     | 2015     | 86       | 62       | 58           | 51       | 35       | 0            | 0.41 |      |
| 2015     | 2016     | 71       | 34       | 32           | 30       | 18       | 0            | 0.99 |      |
| 2016     | 2017     | 100      | 62       | 59           | 54       | 34       | 0            | 0.48 |      |
| 2017     | 2018     | 95       | 61       | 61           | 57       | 38       | 1            | 0.70 |      |
| 2018     | 2019     | 38       | 24       | 24           | 22       | 11       | －           | 0.62 |      |
| 2019     | 2020     | 42       | 18       | 18           | 10       | 1        | 0            | 0.43 |      |
| 2020     | 2021     | 23       | 10       | 10           | 0        | －       | －           | －   |      |
| 2021     | 2022     | 13       | 0        | 0            | 0        | －       | －           | －   |      |
| 合計     | 合計     | 合計     | 合計     | 565          | 496      | 329      | 9            | 0.79 | 1.05 |

- 情報は、2022年11月28日時点。
- 出走頭数、勝馬頭数、重賞勝馬頭数、アーニングインデックス、コンパラブルインデックスは、平地競走に限る。

### 重賞優勝産駒

#### グレード制重賞優勝馬
- 2011年産
  - ウインマーレライ（2014年ラジオNIKKEI賞）- 母父:フサイチペガサス[114]
- 2012年産
  - クールホタルビ（2014年ファンタジーステークス）- 母父:ヘクタープロテクター[115]
- 2013年産
  - ロードクエスト（2015年新潟2歳ステークス、2016年京成杯オータムハンデキャップ、2018年スワンステークス、2021年*せきれい賞、*OROカップ）- 母父:チーフベアハート[116]
  - マイネルハニー（2016年チャレンジカップ）- 母父:ナリタブライアン[121]
- 2018年産
  - リンゴアメ（2020年函館2歳ステークス）- 母父:マイネルラヴ[122]

#### 地方重賞優勝馬
- 2011年産
  - コスモナーダム（2016年新春盃）- 母父:マークオブエスティーム[123]
- 2013年産
  - プレシャスエース（2020年栗駒賞、岩鷲賞）- 母父:フレンチデピュティ[124]
  - コスモカット（2016年夏至賞）- 母父:エルハーブ[125]
- 2014年産
  - コスモリョウゲツ（2019年OROカップ）- 母父:ソヴィエトスター[126]

#### ブルードメアサイアーとしての産駒
- 2019年産
  - ナムラリコリス（2021年函館2歳ステークス）- 父:ジョーカプチーノ[117]

## エピソード

### 関係者の不在
有馬記念当日は、オーナーの高橋文枝、生産者の岡田牧雄ともに不在であった。高橋は、岩手から中山までの新幹線のチケットを確保して向かう準備ができていたが、当日、更年期障害に見舞われて、立ち上がることすらできなかった。そのため自宅の布団で臥しながらのテレビ観戦だったという。夫の福三郎は、妻に寄り添っていた。また岡田は、天気予報が悪くてマツリダゴッホにとって苦手の重馬場になること、勝てる見込みがないと考えていなかった。そのため、自宅のソファでテレビ観戦していたという。ゆえに優勝後の表彰式では、表彰者不在という事態となった。
さらに調教師の国枝は、競馬場に臨場していないときに、大レースを優勝することが多かった。同じ年、ピンクカメオが制した東京競馬場のNHKマイルカップ（JpnI）にも、クーヴェルチュールが制した札幌競馬場のキーンランドカップ（JpnIII）にも臨場していなかった。しかし有馬記念は、当日は中山競馬場に臨場しており、国枝に限っては優勝を見届けている。

### ニューポリトラック
2007年11月、美浦トレーニングセンターの南馬場に、ポリトラックコースが新たに設けられている。マツリダゴッホの調教には、このニューポリトラックが積極的に用いられた。国枝によれば、ポリトラックは、調教時間の中間に馬場整備車によるハロー掛けがされないために混雑せず、マツリダゴッホのような神経質な馬も、十分な調教をこなすことができるのだという。有馬記念では、最終追い切りを、ポリトラックにして戴冠した。その1週間前の朝日杯フューチュリティステークスでも、最終追い切りをポリトラックとした美浦・斎藤誠厩舎のゴスホークケンも戴冠しており、栗東所属馬の優勢の中で一矢報いた美浦所属馬によるGI連勝だった。

### 馬インフルエンザ禍の不運
馬インフルエンザの流行は、マツリダゴッホの競走生活に多大な影響を与えている。
まず4歳時、アメリカジョッキークラブカップで重賞優勝を果たした後、国枝は外国遠征、特に香港への遠征を狙っていた。しかし馬インフルエンザの流行など事情が重なり、実現できなかった。また国内専念となった秋の始動戦は、馬インフルエンザのために2週間後ろ倒しとなった札幌記念だった。秋はその後も、国内に専念して、暮れの有馬記念戴冠に至っている。
有馬記念を制した翌年の新たな目標は、前年に叶わなかった外国遠征だったが、ドバイ遠征はやはり馬インフルエンザの影響で実現しなかった。そして次なる香港遠征で初めてとなる外国遠征がようやく実現する。ただし実現はしても、流行禍ゆえの障壁が課されていた。流行禍による検疫は、協定によって美浦ではできず、馬インフルエンザの確認されていない新潟競馬場に移動してから行わなければならなかった。さらに期間は、通常の倍以上の14日間必要だった。美浦から新潟を経由して、千葉県の成田国際空港から出国するという、遠回りをされていた。
流行禍の検疫を乗り越えたマツリダゴッホは、次に不運に見舞われた。台風が香港を直撃したことで、厳しいフライトとなった。大きく揺れる機内で長時間を過ごし、予定より4時間半遅れての到着となっていた。おかげで香港入国直後は、体重を大きく減らしていた。それでも厩舎は、飼葉を工夫するなど最善の対策して臨んでいた。レース直前、陣営は、競馬場パドックで行われた枠順抽選会に参加している。他の陣営が代表一人が登壇して抽選機を回していたが、国枝だけでなく、厩舎スタッフ全員で壇上に上がり回していた。引き当てたゲート番は「7」ラッキーセブンで吉兆かと思われたが、香港調教馬のジャックポットディライトが出走取消したために繰り上がり、「6」で臨んでいる。そして6着敗退、蛯名は敗因に環境の変化を挙げていた。

### 中山巧者
中山競馬場では、10勝中8勝、重賞6勝を挙げる活躍を見せた。優れたスタミナを存分に発揮する第3コーナーからのまくり作戦は、直線が短く、坂がある中山のコースが都合が良かった。有馬記念優勝直後には、国枝が「左回りで結果が出ていないので他のGIもJRAに頼んで中山に移してもらおうか」という冗談も話している。マツリダゴッホはこの年、中山で3勝を挙げる「中山巧者」だったが、蛯名も44勝、国枝も19勝を挙げている。蛯名国枝ともに、この年の中山リーディングに輝いていた。そのため、マツリダゴッホはザ・中山巧者、中山の鬼、中山マイスターと呼ばれた。

## 血統表
| マツリダゴッホの血統                              | マツリダゴッホの血統                               | マツリダゴッホの血統               | （血統表の出典）                   | （血統表の出典） |
| 父系                                              | サンデーサイレンス系（ヘイロー系）                 | サンデーサイレンス系（ヘイロー系） | サンデーサイレンス系（ヘイロー系） | [ § 2 ]          |
| 父 *サンデーサイレンス Sunday Silence 1986 青鹿毛 | 父の父Halo 1969 黒鹿毛                             | Hail to Reason                     | Turn-to                            | Turn-to          |
| 父 *サンデーサイレンス Sunday Silence 1986 青鹿毛 | 父の父Halo 1969 黒鹿毛                             | Hail to Reason                     | Nothirdchance                      |                  |
| 父 *サンデーサイレンス Sunday Silence 1986 青鹿毛 | 父の父Halo 1969 黒鹿毛                             | Cosmah                             | Cosmic Bomb                        | Cosmic Bomb      |
| 父 *サンデーサイレンス Sunday Silence 1986 青鹿毛 | 父の父Halo 1969 黒鹿毛                             | Cosmah                             | Almahmoud                          |                  |
| 父 *サンデーサイレンス Sunday Silence 1986 青鹿毛 | 父の母Wishing Well 1975 鹿毛                       | Understanding                      | Promised Land                      | Promised Land    |
| 父 *サンデーサイレンス Sunday Silence 1986 青鹿毛 | 父の母Wishing Well 1975 鹿毛                       | Understanding                      | Pretty Ways                        |                  |
| 父 *サンデーサイレンス Sunday Silence 1986 青鹿毛 | 父の母Wishing Well 1975 鹿毛                       | Mountain Flower                    | Montparnasse                       | Montparnasse     |
| 父 *サンデーサイレンス Sunday Silence 1986 青鹿毛 | 父の母Wishing Well 1975 鹿毛                       | Mountain Flower                    | Edelweiss                          |                  |
| 母 *ペイパーレイン Paper Rain 1991 栗毛           | 母の父Bel Bolide 1985 栃栗毛                       | Bold Bidder                        | Bold Ruler                         | Bold Ruler       |
| 母 *ペイパーレイン Paper Rain 1991 栗毛           | 母の父Bel Bolide 1985 栃栗毛                       | Bold Bidder                        | High Bid                           |                  |
| 母 *ペイパーレイン Paper Rain 1991 栗毛           | 母の父Bel Bolide 1985 栃栗毛                       | Lady Graustark                     | Graustark                          | Graustark        |
| 母 *ペイパーレイン Paper Rain 1991 栗毛           | 母の父Bel Bolide 1985 栃栗毛                       | Lady Graustark                     | Inyala                             |                  |
| 母 *ペイパーレイン Paper Rain 1991 栗毛           | 母の母*フローラルマジック Floral Magic 1985 黒鹿毛 | Affirmed                           | Exclusive Native                   | Exclusive Native |
| 母 *ペイパーレイン Paper Rain 1991 栗毛           | 母の母*フローラルマジック Floral Magic 1985 黒鹿毛 | Affirmed                           | Won't Tell You                     |                  |
| 母 *ペイパーレイン Paper Rain 1991 栗毛           | 母の母*フローラルマジック Floral Magic 1985 黒鹿毛 | Rare Lady                          | Never Bend                         | Never Bend       |
| 母 *ペイパーレイン Paper Rain 1991 栗毛           | 母の母*フローラルマジック Floral Magic 1985 黒鹿毛 | Rare Lady                          | Double Agent                       |                  |
| 母系(F-No.)                                       | (FN:18)                                            | (FN:18)                            | (FN:18)                            | [ § 3 ]          |
| 5代内の近親交配                                   | Nasrullah 5･5（母内）                              | Nasrullah 5･5（母内）              | Nasrullah 5･5（母内）              | [ § 4 ]          |
| 出典                                              | 1. 2. 3. 4.                                        | 1. 2. 3. 4.                        | 1. 2. 3. 4.                        | 1. 2. 3. 4.      |